# Trizay
Trizay é uma comuna francesa na região administrativa da Nova Aquitânia, no departamento de Charente-Maritime. Estende-se por uma área de 14,13 km². Em 2010 a comuna tinha 1 504 habitantes (densidade: 106,4 hab./km²).